# Сибарис на Трэисе
Сибарис на Трэисе — древний город Великой Греции, расположенный на реке Траэис (современное название — Трионто). Был назван по имени первоначального города Сибарис (др.-греч. Σύβαρις), разрушенного в 510 году до н. э. Его прежние обитатели построили новый город недалеко от Сибариса, Фурии. Эта новая колония была основана ими совместно с колонистами из других греческих городов в 446—445 годах до н. э. Вскоре возник конфликт между двумя группами, и большая часть сибаритов была перебита другими колонистами. Сибариты, которым удалось спастись, основали новый Сибарис, на Трэисе, вскоре после 444 года до н. э. Город просуществовал недолго и был разрушен бруттиями в 356—355 годах до н. э.
Река Трионто находится в провинции Козенца в Калабрии, Италия. Устье реки расположено примерно в 25 километрах к юго-востоку от Фурий. Точное местоположение Сибариса на Трэисе в ходе его поисков по течению реки пока не определено.

## История

### Основание
Древнегреческий историк Диодор Сицилийский сообщает[где?], что сибариты, чей город был разрушен кротонцами, с помощью других греков основали город Фурии в 446—445 годах до н. э. Очень скоро вспыхнул конфликт между сибаритами и другими колонистами по поводу их привилегий. Согласно Диодору, сибариты самые важные должности оставляли за собой, все ближайшие к городу земельные участки были заняты ими, а их жёны были первыми при жертвоприношениях богам. Но колонисты из других городов значительно превосходили их числом, и потому в ходе возникших в городе беспорядков почти все сибариты были перебиты. Лишь немногим из них удалось спастись, и эти выжившие основали новое поселение, Сибарис на Трэисе. Историк Джон Уандер (англ. John W. Wonder) датирует основание города временем вскоре после 444 года до н. э.
Греческий историк Страбон также упоминает Сибарис на Трэисе, сообщая, что некоторые считают, будто его основали выходцы с острова Родос. Британский антиковед Фрэнк Уолбэнк отмечает, что это мнение является ошибочным, и что сам Страбон его не разделял.

### Два союза
Древнегреческий историк Полибий пишет, что у Сибариса был союз с двумя другими ахейскими колониями, Кротоном и Каулонией. Уолбэнк полагает, что, скорее всего, Полибий при этом имел в виду именно Сибарис на Трэисе. Уандер соглашается с этим, отмечая, что старый Сибарис находился во враждебных отношениях с Кротоной, и потому вряд ли вступил бы в союз с этим городом.
Джон Уандер определяет время образования этого союза второй половиной V века до н. э., поскольку оба города чувствовали угрозу со стороны соседних греческих полисов Южной Италии. Несмотря на то, что кротонцы разрушили старый Сибарис, этот союз мог быть обоюдовыгодным для бывших противников. Основание города Фурий и его захватническая политика теперь угрожали обоим городам. Сибарис на Трэисе был небольшим городком и потому не мог представлять угрозу для Кротоны. Вероятно, он выполнял роль буфера для Кротоны от Фурий, но и сам тоже получал выгоду от поддержки кротонцев.
Ситуация резко изменилась в начале IV века до н. э., когда Дионисий и луканы стали представлять угрозу для греческих городов в Южной Италии. За исключением союзных Дионисию Локр, все эти полисы в 393 году до н. э. образовали союз Италиотская лига. Уандер полагает, что Сибарис на Трэисе, возможно, был членом этой лиги вместе с Кротоной, Каулонией, Фуриями, Регием и Элеей в 389 году до н. э.

### Разрушение
Диодор Сицилийский пишет, что Сибарис на Трэисе был в конечном итоге разрушен бруттиями, но не указывает точной даты. Поскольку он определяет возникновение бруттиев как народа в 356—355 годах до н. э., то это означает, что город не мог быть разрушен раньше этого времени.